# Ceropegia bonafouxii
Ceropegia bonafouxii ist eine Pflanzenart aus der Unterfamilie der Seidenpflanzengewächse (Asclepiadoideae).

## Merkmale

### Vegetative Merkmale
Ceropegia bonafouxii ist eine ausdauernde Pflanze. Sie bildet als Überdauerungsorgan Wurzelknollen, die bei einem Durchmesser von 2 bis 3 Zentimeter rundlich-abgeflacht sind. Die windenden Sprossachsen sind einjährig, 1 bis 2 Meter lang und messen 1 bis 3 Millimeter im Durchmesser. Sie sind mit kürzeren und längeren Haaren besetzt. Die Laubblätter sind in Blattstiel und Blattspreite gegliedert. Der Blattstiel ist 8 bis 10 Millimeter lang. Die Blattspreite ist bei einer Länge von 3 bis 4 Millimeter (ausnahmsweise auch bis 7 Zentimeter) und einer Breite von 1,4 bis 2,5 Zentimeter (selten bis 4 Zentimeter) elliptisch bis eiförmig. Die Blattunterseite ist dicht behaart und die -oberseite ist spärlicher behaart.

### Blütenstand und Blüte
Im ungestielten Blütenstand entspringen ein bis drei Blüten den Blattknoten. Die Blütenstiele sind 1 bis 2 Zentimeter lang und zottig behaart. Die zwittrigen Blüten sind zygomorph und fünfzählig mit doppelter Blütenhülle. Die fünf behaarten Kelchblätter sind bei einer Länge etwa 4 Millimeter lang pfriemlich. Die Blütenkrone ist 3 bis 4 Zentimeter lang und flaschenförmig. Die fünf Kronblätter sind in den unteren zwei Dritteln zu einer außen behaarten Kronröhre (Sympetalie) verwachsen. Das basale Viertel ist in Form einer länglichen Ellipse aufgebläht („Kronkessel“) und 11 bis 15 Millimeter lang und hat einen Durchmesser von 5 Millimeter. Der „Kronkessel“ ist außen weißlich-grünlich und rotbraun gestreift. Der Kronkessel verengt sich oben abrupt auf 2 Millimeter. Die eigentliche Kronröhre ist innen purpurfarben und erweitert sich zur Blütenmündung hin auf 4 Millimeter. Die linealisch geformten Kronblattzipfel sind 5 bis 8 Millimeter lang. Die Lamina der Kronzipfel sind entlang der Mittelachse nach außen gebogen, die Spitzen sind verwachsen. Sie bilden eine länglich-eiförmige, etwa 7 Millimeter lange, käfigartige und innen samtig grüne Struktur. Die kurz gestielte, weißliches Nebenkrone ist an der Basis tassenförmig verwachsen. Die Zipfel der äußeren interstaminalen Nebenkrone sind taschenartig und etwa 1 Millimeter lang. Die Zipfel der staminalen, inneren Nebenkrone sind 2 Millimeter lang, behaart, linealisch geformt und aufrecht stehend. Sie neigen sich über dem Gynostegium zusammen, manchmal sind die Enden auch etwas einwärts gekrümmt.

### Früchte und Samen
Die paarigen Balgfrüchte sind mit einer Länge von etwa 10 Zentimeter und einem Durchmesser von 3 Millimeter schlank spindelförmig.

### Ähnliche Arten
Ceropegia bonafouxii ist mit Ceropegia meyeri und Ceropegia abyssinica verwandt.

## Vorkommen
Das Verbreitungsgebiet von Ceropegia bonafouxii erstreckt sich von Angola über Namibia, Sambia, Simbabwe bis Botswana. In Namibia wächst sie auf sandigem Boden in den lockeren Acacia-Combretum-Wäldern.

## Taxonomie
Ceropegia bonafouxii wurde 1904 von Karl Moritz Schumann im 33. Band der Zeitschrift Botanische Jahrbücher für Systematik, Pflanzengeschichte und Pflanzengeographie, auf S. 327 erstbeschrieben. Meve führt in der Synonymie Ceropegia saxatilis S.Moore an, einen nach Art. 53.1 des Internationalen Code der Nomenklatur für Algen, Pilze und Pflanzen ungültigen Namen.

## Belege